# Bipacksedel
Bipacksedel (Patient Information Leaflet, PIL) är den tryckta information som följer med ett läkemedel. Den vänder sig till användaren av läkemedlet och innehåller uppgifter om hur det verkar, hur det ska användas och eventuella bieffekter.
I Sverige granskas bipacksedeln av Läkemedelsverket, innan läkemedlet godkänns och får marknadsföras i landet.
Motsvarande information för läkare och vårdpersonal heter produktresumé och är betydligt utförligare.